# Нюйдинские памятники
Нюйдинские памятники (азерб. Nüydü abidələri) — археологический комплекс, относящийся к III-I вв. до н. э., обнаруженный к юго-западу от селения Нюйди Ахсуйского района Азербайджана, в Нюйдинской степи. Состоит комплекс из поселения и кладбища. Общая площадь около 10-12 га.
Во время археологических раскопок, проведённых в 1961 и 1963 годах на месте поселения было обнаружено много орудий труда (ручная мельница, кувшины, кирки и пр.), фундамент дома из речного камня, различные предметы быта и др., а на территории кладбища глиняная посуда, украшения, различные оружия (железное копьё, бронзовые доспехи) и пр.
В ходе археологических раскопок 1972-73 и 1975 годов (толщина культурного слоя около 1,5 м) были найдены остатки домов, промышленный колодец, кувшины, ручная мельница, каменная мотыга, кремень и пр.
За исключением некоторых кувшинных погребений, кладбище состоит в основном из земляных погребений (исследовано около 50 могил). Здесь было обнаружено большое количество керамических изделий, железное копьё, топор, плуг, нож, бронзовое ожерелье, кольцо, серьга, булавка, стеклянные бусы и др. Во время раскопок обнаружен клад серебряных монет (см. Нюйдинский клад) и отдельные образцы монет. Население Нюйдинских памятников занималось земледелием, скотоводством. Было развито ремесло.